# Сур мари
Сур мари́ (мар. сур «рог, рогатый»; букв. «рогатый человек»), Тукан мари Шур — в марийской мифологии эпический герой, князь марийцев, центральный герой марийского эпоса. Имеет противоречивую характеристику, одновременно выступая как освободитель и основатель государства и одновременно жестокий угнетатель собственного народа, требовавший права первой ночи жертв в виде детей, родившихся после неё. Атрибутом Сур-мари являются лыжи-скороходы из свистящего клёна. Исследователи находят сходство в кровавом культе князя в мифологических традициях других восточноевропейских народов. Так, его сравнивают со свирепым «зверем» по имени Ур, сведения о котором приведены в «Саге о Стурлауге Трудолюбивом Ингольвссоне» (Sturlaugs saga starfsama Yngolfssonar). Её действие связано с Биармией (историческая область на севере Восточной Европы), где после того как начался голод, местное население для «защиты» стало поклоняться Уру. Этот зверь широко разевал пасть, а люди бросали туда золото и серебро. Со временем чудовище стало самым большим и злым зверем. Он начал нападать на людей и скот, после чего вся западная территория от реки Вина (Северная Двина) обезлюдела. Услышавший про эти бедствия конунг Харольд, при помощи совета одной женщины, сумел победить Ура, а единственный его рог (Урархорн — Úrarhorn) стал реликвией языческого храма. В коми-пермяцком мифе бог Шурма требовал кровавых жертв: он питался человеческим мясом и запивал его тёплой овечьей кровью. В южнославянских сказаниях фигурирует бог Троян, одна голова которого пожирала людей, другая — скот, третья — рыбу.